# Јачина звука
Јачина или интензитет звука је једна од величина која га карактерише.
Јачина звука може бити субјективна и објективна.

## Објективна јачина
Објективна се дефинише као енергија која се помоћу звучног таласа преноси у јединичном временском интервалу кроз јединицу површине.
{\displaystyle I={\frac {\Delta E}{tS}}}
Пошто је снага дефинисана као рад у јединичном времену објективна јачина се може изразити преко снаге на следећи начин:
{\displaystyle I={\frac {P}{S}}}
Мерна јединица је {\displaystyle {\frac {W}{m^{2}}}} (ват по метру квадратном).

## Субјективна јачина
Јачина звука која се опажа чулом слуха је субјективна јачина.
Између ње и објективне јачине постоји следећа веза:
{\displaystyle L=10\log {\frac {I}{I_{0}}}}
Притом је {\displaystyle I_{0}} објективна јачина звука на прагу чујности.
При фреквенцији од 1 kHz њена вредност је {\displaystyle 10^{-12}{\frac {W}{m^{2}}}}
Мерна јединица за субјективну јачину је децибел dB.